# Vigilius Eriksen
Vigilius Eriksen (Han har i kunsthistorien været kendt som Erichsen, men stavede sig overvejende Eriksen.) (2. september 1722 i København – 25. maj 1782 på Rungstedgård) var en dansk maler. 

## Liv og gerning
Han fik undervisning af Christian 6.'s hofportrætmaler, sachseren Johan Salomon Wahl. Allerede tidlig vakte han opmærksomhed ved sine billeder. I 1755 meldte han sig til konkurrence (besvarelse af en prisopgave) ved Kunstakademiet som portrætskildrer. Det var den første guldpræmie-konkurs i Danmark, medaljernes antal var tre, alle af samme værdi og en for hvert af kunstfagene: maleri, billedhuggerkunst, arkitektur. Men Akademiet nægtede, støttende sig til regulativet, at admittere Eriksen til konkursen, fordi han var portrætmaler, og henviste ham til historiemaleriet, såfremt han ville vinde medaljen. Han konkurrerede da som historiemaler, men tabte til Carl Gustaf Pilos elev Peder Als.
På den tid havde han allerede et stort ry som portrætskildrer og blev snart efter sin uheldige konkurs indkaldt til Rusland, hvor han opholdt sig i en række af år (1757-1772), virkede som kejserlig hofmaler og vandt ry som en af tidens ypperste kunstnere i sit fag. Hans hovedværk var et portræt af Katharina 2. af Rusland til hest og i gardeuniform; han malede i øvrigt denne fyrstinde mangfoldige gange i forskellige størrelser: til hest, i helfigur, brystbillede, i miniature. Et billede af hende, hel figur, er endnu i Den Kongelige Malerisamling. Han skal også i Rusland have malet flere store historiske billeder. I Petersborg erhvervede han sig ikke alene ære og navnkundighed, men også nogen formue, med hvilken han i 1772 vendte tilbage til Danmark.
Snart efter sin tilbagekomst til fædrelandet blev han kongelig hofportrætmaler og fik anvist bolig på paladset i Kalveboderne. Han blev nu i en del år temmelig meget sysselsat, malede flere gange enkedronning Juliane Marie og arveprins Frederik foruden billeder af forskellige inden- og udenlandske stormænd. I samlingen på Rosenborg findes et par arbejder af ham: brystbillede i pastel af Juliane Marie, portræt af kunstdrejeren Lorenz Spengler; en Caroline Mathilde med sin søn på skødet, sammesteds, tilskrives ligeledes Eriksen Også miniature og emaljemaleriet dyrkede han med virtuositet, i det mindste i sine yngre år, og afbildede således gentagne gange Frederik 5. i emalje til indfatning i ringe, Katharina 2. og så videre.
I sine sidste år synes Eriksen kun at have arbejdet lidet. I maj 1782 blev han angrebet af en inflammationsfeber, som hurtig lagde ham i graven. Han døde 31. maj nævnte år. Hans enke, Ida Christine (født Bassebech), overlevede ham i mange år og døde først 1809.

## Samtidens og eftertidens vurdering
Eriksen var ganske vist en for sin tid betydelig portrætmaler, men hans karnation er ikke dadelløs, hvad også enkelte kyndigere af hans samtidige antegnede. Hvad man især skattede hos ham, var den fortrinlige gengivelse af stofferne, og der fandtes endog entusiastiske beundrere af ham, som – trods hans svage karnation -- sammenlignede ham med Tizian: "Man Eriksen endog i lige Rang skal finde -- med Tizian, Urbin, ja med en Angelo". 
Museumsinspektør Leo Swane beskrev han stil således: "han modellerer formen stort, opnår megen virkning ved forenkling af lys og skygge - Sabine Spenglers karakteristiske hånd - og gengiver det stoflige med finhed og en egen mættet intensitet. De glimt af rokokkoens opfattelse og komposition, som er til stede her, fortrænges snart, i Rusland vistnok også under indtryk af Pietro Rotaris arbejder, og overgangen til en behersket Louis XVI-stil, som i Juliane Marie-portrættet, sker naturligt; hans kunst synes næsten fra først af indstillet i den retning. En vis kølighed både i opfattelsen af modellen og i farven er ejendommelig, men den er forbundet med en levende koloristisk fornemmelse og smagfuldhed."
Til Akademiet, som i hans ungdom havde vraget ham, trådte han ikke i noget som helst forhold, men han havde den tilfredsstillelse at blive udnævnt til justitsråd lige som Akademiets direktører, når de afgik. 

## Værker
- Portræt af Lorenz Sprengler og hustru (ca. 1756)
- Katharina 2., rytterbillede (1762)
- Katharina 2., helfigur i kroningsdragt (1766-1767)
- Enkedronning Juliane Marie, helfigur (1778)
- Enkedronning Juliane Marie, brystbillede (1778)